# Глобальная методистская церковь
Глобальная методистская церковь (  Global Methodist Church, сокращенно GMC ) — методистская деноминация в протестантском христианстве, сформированная под влиянием консервативного Исповеднического движения (Confessing Movement).    Штаб-квартира церкви находится в Соединенных Штатах; GMC также присутствует в ряде других стран.   Глобальная методистская церковь была создана в результате раскола в Объединённой методистской церкви, после того как часть её членов выступила за отделение с целью сохранения «богословской и этической христианской ортодоксальности».   
Общины, вышедшие из состава Объединённой методистской церкви и образовавшие GMC, выступили против признания однополых браков и рукоположения гомосексуалистов, не соблюдающих обет безбрачия.  Доктрины Глобальной методистской церкви, основанные на уэслианско-арминианском богословии, изложены в Переходной книге доктрин и дисциплины, в Книге дисциплины и в Катехизисе Всемирной методистской церкви.    По состоянию на 2024 год церковь состоит из почти 4500 общин и примерно такого же количества пасторов.

## История
В Объединённой методистской церкви постепенно нарастала поляризация между сторонниками традиционного методистского богословия и приверженцами прогрессивных взглядов.  Традиционалистские группы внутри церкви, такие как Движение исповедания в Объединённой методистской церкви, Good News, Concerned Methodists, Transforming Congregations, UM Action, Lifewatch и Институт религии и демократии, на протяжении нескольких лет выступали на Генеральных и Ежегодных конференциях с инициативами, которые они считали отражением исторических позиций методизма.   Под влиянием глобального роста церковь в целом двигалась в сторону более традиционного и ортодоксального направления.  Начиная с 1972 года каждая Генеральная конференция Объединённой методистской церкви вновь утверждала консервативную позицию в вопросах сексуальной этики, а на конференции 2016 года церковь укрепила свою традиционалистскую позицию в отношении абортов.   
Генеральные конференции
На Генеральной конференции 2016 года в Портленде, штат Орегон, делегаты проголосовали 428 против 405 за отсрочку обсуждения вопросов, касающихся  гомосексуализма, при этом оставив в силе предписания Книги дисциплины о том, что «гомосексуализм несовместим с христианским учением» и что «брак заключается только между мужчиной и женщиной».  Несмотря на действующий запрет на рукоположение открытых гомосексуалистов, предусмотренный Книгой дисциплины, один филиппинский священнослужитель и более ста прогрессивных пасторов из США, присутствовавших на конференции, открыто заявили о своей гомосексуальности. 
На Генеральной конференции 2019 года в Сент-Луисе, штат Миссури, обсуждались два ключевых плана: Традиционный план, подтверждающий текущую позицию церкви по вопросам сексуальной этики, и План единой церкви, предусматривающий смягчение ограничений. Делегаты поддержали Традиционный план большинством 438 голосов против 384, ссылаясь на нормы Книги дисциплины. Ещё до голосования в апреле тема возможного раскола церкви усилилась после февральской специальной сессии, на которой данный план был официально рекомендован. 
В конце 2020 года две прогрессивно настроенные группы, возникшие в рамках Объединённой методистской церкви, объявили о своем создании: Liberation Methodist Connexion и The Liberation Project.   Несмотря на официальное принятие Традиционного плана, ряд прогрессивных пасторов заявил об отказе его соблюдать и публично отверг нормы Книги дисциплины.   В Это побудило традиционалистов приступить к подготовке новой деноминации — Глобальной методистской церкви (GMC).  Название конфессии было выбрано в духе цитаты отца методизма Джона Уэсли, который заявил относительно евангелизации : «Мир — мой приход». 
Из-за пандемии COVID-19 обсуждение формального разделения, включая учреждение Глобальной методистской церкви, было отложено до 2022 года. Тогда же Генеральная конференция должна была рассмотреть предложение под названием «Протокол о примирении и благодати через разделение».   Однако в январе 2022 года преподобный Кит Бойетт, председатель Переходного совета GMC, выразил опасения, что конференция вновь будет перенесена.  В феврале Объединённая методистская церковь официально подтвердила возможность очередной отсрочки.  Не дожидаясь конференции, часть консервативных общин покинула Объединённую методистскую церковь и присоединилась к Свободной методистской церкви.  
Создание GMC
Глобальная методистская церковь официально начала своё существование 1 мая 2022 года. 6–7 мая лидеры Ассоциации Уэслианского завета провели собрание в Эйвоне, штат Индиана, где избрали из Джея Террелла (Флорида)  новым руководителем вместо Кита Бойетта (Вирджиния), который остался в руководящих структурах GMC. Участники также утвердили основные вероучения и административные положения конфессии. 
В сентябре 2022 года группа африканских епископов Объединённой методистской церкви приостановила сотрудничество с Африканской инициативой и Ассоциацией Уэслианского завета, обвинив их в попытке подорвать единство церкви и способствовать укреплению позиций GMC.  По данным самой Глобальной методистской церкви, к июлю 2023 года к ней присоединилось более 3000 церквей. 
Учредительная конференция 2024 года
В сентябре 2024 года в Сан-Хосе (Коста-Рика) состоялась первая учредительная Генеральная конференция Глобальной методистской церкви. Почти 1000 делегатов подавляющим большинством голосов утвердили новую конституцию конфессии. Также были избраны епископы, которые будут служить до следующей конференции в 2026 году. В дальнейшем Генеральные конференции планируется проводить каждые шесть лет. 
Конфликт в Нигерии
В 2024–2025 годах в Нигерии произошли столкновения между сторонниками Объединённой и Глобальной методистских церквей. В результате инцидентов погибли трое членов Объединённой методистской церкви, а несколько церковных зданий были повреждены. 

## Вероучение
Основы веры
Глобальная методистская церковь утверждает свою веру в соответствии с историческими христианскими символами веры: Апостольским символом веры, Никейским символом веры и Халкидонским определением. Эти документы подчеркивают её приверженность ортодоксальному христианству и служат основой для её богословия.￼
Авторитет Писания
GMC рассматривает Библию как «первичное правило и авторитет в вопросах веры, морали и служения», против которого должны измеряться все другие авторитеты. Это означает, что Священное Писание является окончательным источником истины и руководством для жизни верующих .￼
Благодать и спасение
В соответствии с уэслианско-арминианским богословием, GMC учит, что спасение начинается с предваряющей благодати — действия Бога, пробуждающего в человеке желание искать Его. Человек свободен откликнуться на эту благодать, что делает спасение синергическим процессом, в котором участвуют как Божественная инициатива, так и человеческий отклик .￼
Церковь утверждает универсальность искупления, веря, что жертва Христа была принесена за всех людей, хотя она становится эффективной только для тех, кто верует и откликается на Евангелие.
Освящение и христианское совершенство
GMC подчеркивает доктрину полного освящения, также известного как христианское совершенство. Это состояние «совершенной любви, праведности и истинной святости», которого может достичь каждый возрожденный верующий. Освящение может быть получено как постепенно, так и мгновенно, и должно быть искренне искомо каждым христианином.￼
Это учение восходит к Джону Уэсли, который считал проповедь о христианском совершенстве ключевой для духовного здоровья церкви. Он учил, что без сильного и явного провозглашения этой доктрины церковь редко получает благословения от Бога, и её члены испытывают духовную вялость.
Священство и служение
GMC признает призвание как мужчин, так и женщин к священническому служению. Церковь отвергает рукоположение лиц, практикующих однополые отношения, придерживаясь традиционного понимания брака как союза между мужчиной и женщиной.￼
Катехизис и дисциплина
Вероучение GMC изложено в «Переходной книге доктрин и дисциплины»  и «Катехизисе Глобальной методистской церкви».  Катехизис был разработан рабочей группой Ассоциации уэслианского завета и одобрен Временным руководящим советом GMC в августе 2022 года. Он предназначен для обучения верующих основам веры и используется в различных образовательных программах церкви.

## Руководство и структура
Руководство
Глобальная методистская церковь унаследовала епископальную модель управления, аналогичную Объединённой методистской церкви (UMC) и Свободной методистской церкви (FMC), с надзором за ежегодными конференциями. Однако, в отличие от UMC, епископы GMC избираются на ограниченный срок, а не пожизненно.   Должность окружного суперинтенданта (district superintendent), существующая в UMC, в GMC заменена на старинный термин «пресвитер-настоятель» (presiding elder).

На своей учредительной Генеральной конференции в сентябре 2024 года в Коста-Рике GMC утвердила Конституцию, согласно которой епископы действуют как «генеральные суперинтенданты». Вместо прикрепления к конкретным конференциям, они коллективно следят за вероучением и практикой всей церкви. Каждая Генеральная конференция, проводимая раз в шесть лет, будет получать кандидатуры от епископальных округов — объединений из шести-восьми годовых конференций.  После избрания на шестилетний срок епископ может быть переизбран ещё на один срок. 
На конференции 2024 года были избраны и рукоположены шесть новых епископов: Кимба Эверисте (Демократическая Республика Конго), Джон Пена Аута (Нигерия), Лиа Хидде-Грегори, Кеннет Левингстон, Кэролин Мур и Джефф Гринуэй (США). Они присоединились к ранее служившим в UMC епископам Скотту Дж. Джонсу, Марку Уэббу (оба из США) и Джону Уэсли Йоханне (Нигерия).  Кроме того, Майк Шафер (Техас) был назначен первым исполнительным директором GMC, сменив Кейта Бойетта, исполнявшего обязанности временного лидера во время переходного периода. 
Структура
В мае 2022 года Судебный совет Объединённой методистской церкви постановил, что ни одна из 51 ежегодной конференции в США не может выйти из Объединённой методистской церкви коллективно, а только отдельными общинами. Это ограничение не распространяется на конференции за пределами США. Так, конференция Румынии и Болгарии уже проголосовала за выход, а в июне 2022 года Евангельская методистская церковь в Загребе (Хорватия) присоединилась к GMC.  В июле 2024 года четыре ежегодные конференции из Нигерии были приняты в состав GMC.
По состоянию на июнь 2024 года в структуру GMC входят следующие ежегодные конференции:
США:
- Алабамская конференция Изумрудного побережья
- Западно-Аллегейская конференция
- Флоридская конференция (восточная часть штата)
- Великие озёра (Иллинойс, Индиана, Мичиган, Висконсин)
- Центральные Штаты (Колорадо, Канзас, Миссури, Оклахома)
- Корейская американская конференция
- Среднеюжная конференция (Кентукки, Теннесси, Западная Вирджиния и панхендл Вирджинии)
- Средне-Техасская конференция
- Миссисипи — Западный Теннесси
- Северная Алабама
- Северная Каролина
- Северная Джорджия
- Северо-восток США
- Южная Каролина
- Южная Джорджия
- Троичная конференция (Арканзас, Луизиана, Восточный Техас)
- Верхний Средний Запад
- Вирджиния
- Западные равнины (Нью-Мексико, Западный Техас, панхендл Оклахомы)
- Западные штаты (Аляска, Аризона, Калифорния и др.)

Африка:
- Центральная Нигерия
- Северо-восточная Нигерия
- Северная Нигерия
- Южная Нигерия
- Центральноафриканская Республика
- Демократическая Республика Конго
- Кения — Эфиопия
- Танзания
- Замбия
- Южноафриканская конференция

Европа и Азия:
- Болгария
- Словакия
- Испания
- Панама
- Филиппины (Манила, Альянсная конференция)